# Igreja Matriz de Nossa Senhora da Penha de França (Corumbá de Goiás)
A Igreja Matriz de Nossa Senhora da Penha de França, localizada em Corumbá de Goiás, é um importante símbolo histórico e cultural da região. Fundada no início do século XVIII, sua construção está intimamente ligada à descoberta de jazidas de ouro nas proximidades. Ao longo dos anos, além de seu papel religioso, a igreja se consolidou como um marco de identidade e tradição para a comunidade local. Atualmente, é reconhecida como patrimônio cultural pelo IPHAN, sendo um destino turístico relevante para quem busca conhecer a rica história do município.

## Hstórico
A Igreja Matriz de Nossa Senhora da Penha de França, localizada em Corumbá de Goiás, é um marco histórico e cultural da região. Sua fundação remonta ao início do século XVIII, quando a descoberta de jazidas de ouro nas proximidades transformou a área em um importante centro de mineração. A igreja, além de ser um espaço de devoção religiosa, se tornou um símbolo da história e da identidade local, refletindo a influência portuguesa e as tradições culturais que marcaram o município ao longo dos séculos.
A fundação de Corumbá de Goiás está diretamente associada à descoberta de minas de ouro nas margens do Rio Corumbá e do Ribeirão Bagagem, nas primeiras décadas do século XVIII. A chegada de colonizadores portugueses e paulistas em busca de riquezas transformou rapidamente a região em um próspero centro minerador. No contexto de crescimento populacional, surgiu a necessidade de uma estrutura religiosa, o que resultou na construção da capela dedicada a Nossa Senhora da Penha de França. As obras tiveram início em 1733 e a capela foi inaugurada no ano seguinte, em 1734.

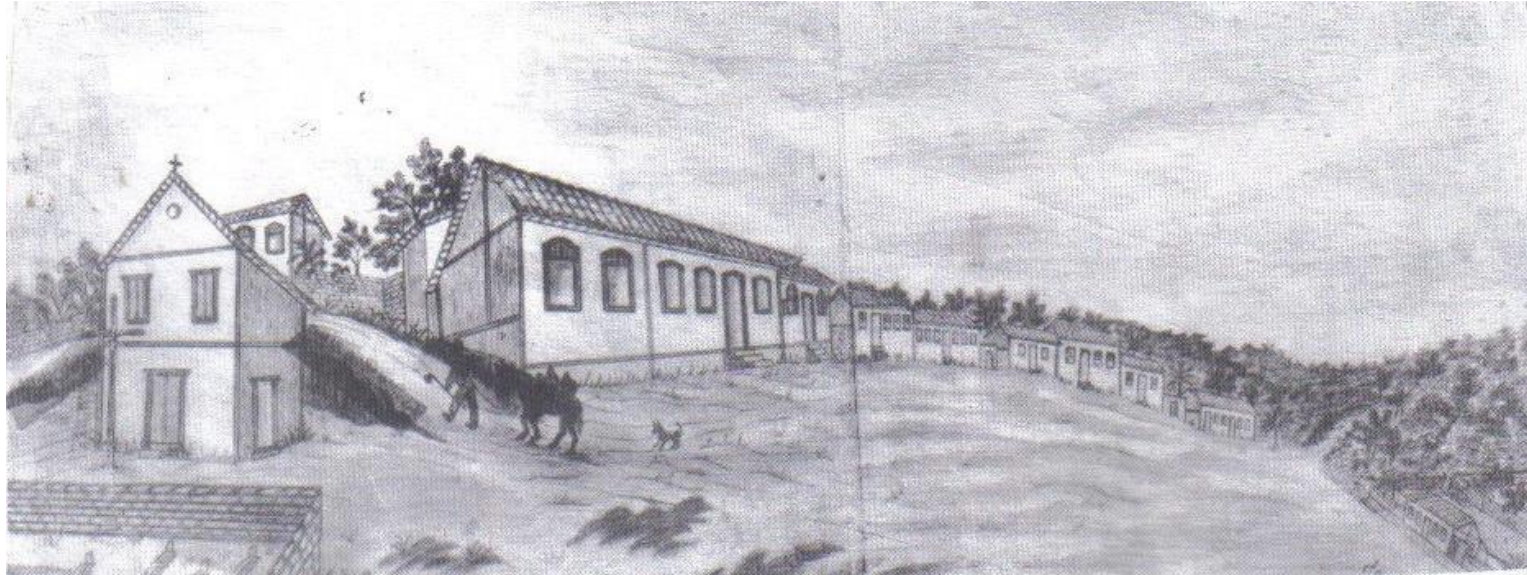
Arraial de Corumbá com a Capela da Penha, 1740. Desenho: Lúcia Curado. Pesquisa: Hercílio Fleury, Sílvio Fleury e Ramir Curado

A escolha do local para a construção da igreja foi estratégica: erguida em um ponto elevado, com ampla visão da região, a fachada da capela foi voltada para o nascente do sol, criando uma presença marcante e simbólica no horizonte. O estilo colonial da Igreja Matriz reflete a arquitetura típica da época, e sua construção desempenhou um papel essencial no desenvolvimento da povoação.
Em 1840, a capela foi elevada à categoria de Matriz, desmembrada da Paróquia do Rosário de Pirenópolis, e passou a ser o centro espiritual de toda a região. O primeiro vigário da nova paróquia foi o Padre Manoel Inocêncio da Costa Campos. Da Paróquia da Penha foram desmembradas paróquias vizinhas, como as de Abadiânia, Alexânia e Cocalzinho.

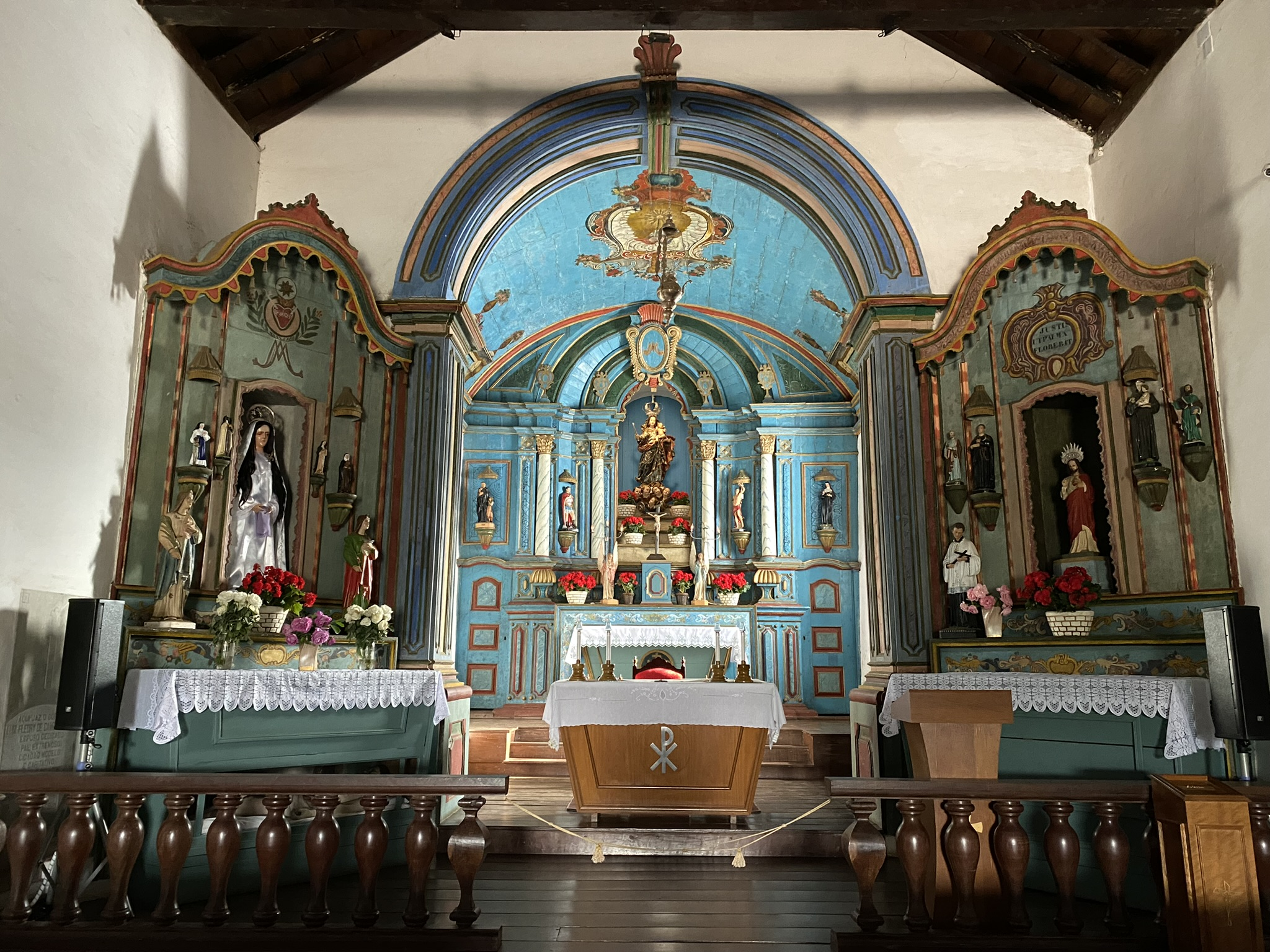
Interior da Igreja de Nossa Senhora da Penha de França

Além de sua função religiosa, a Igreja Matriz de Nossa Senhora da Penha de França se tornou um importante ponto de referência cultural e comunitária. A paróquia preserva diversas tradições e celebrações, como a Semana Santa, a Festa de São Sebastião e as Cavalhadas, realizadas em setembro em homenagem à padroeira. Essas festividades refletem a forte influência portuguesa, assim como a integração de práticas culturais locais ao longo do tempo.
Com o declínio da mineração e a consequente transição para a agricultura, a Igreja Matriz de Nossa Senhora da Penha de França permaneceu como um símbolo da história de Corumbá de Goiás. Sua preservação é um reflexo do compromisso da comunidade com sua herança cultural e identidade. Hoje, o município se destaca como um destino turístico, aproveitando suas atrações naturais e culturais, além das celebrações religiosas que continuam a atrair visitantes. Em reconhecimento ao seu valor histórico, a igreja foi tombada como patrimônio pelo IPHAN.

## Ver Também
- Corumbá de Goiás
- Paróquia do Rosário
- Diocese de Anápolis